# 금당도
금당도(金塘島)는 대한민국 남해안의 섬으로, 전라남도 완도군 금당면에 속한다. 면적은 약 12 km2.